# Roswitha Wisniewski
Roswitha Maria Wisniewski (* 23. September 1926 in Stolp, Pommern, heute Słupsk, Polen; † 3. Dezember 2017 in Bonn) war eine deutsche Literaturwissenschaftlerin und Politikerin (CDU). Von 1976 bis 1994 war sie Mitglied des Deutschen Bundestags.

## Leben und Beruf

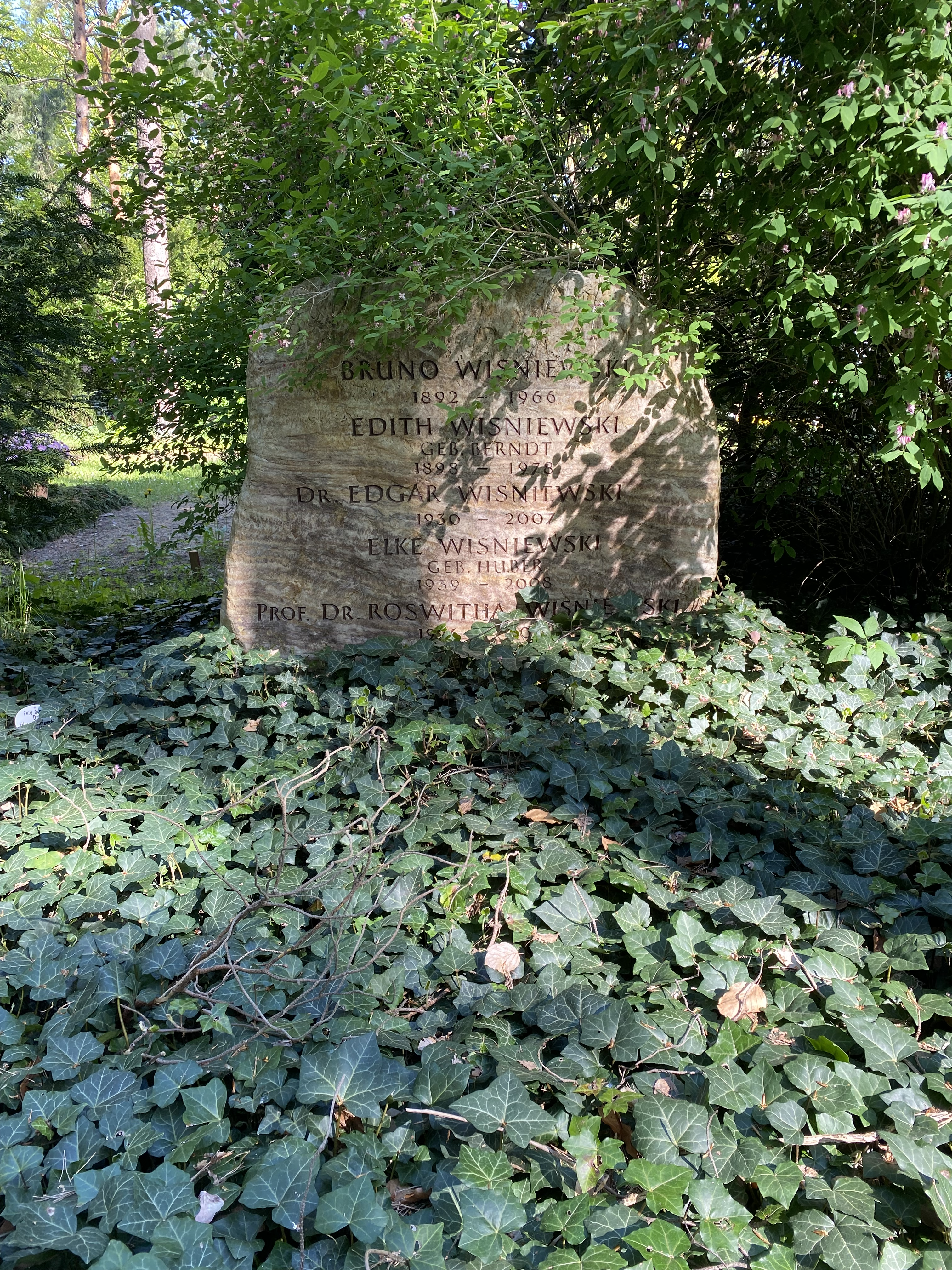
Grabstätte auf dem Waldfriedhof Zehlendorf

Roswitha Maria Wisniewski wurde 1926 in Stolp als ältestes von zwei Kindern (1930 wurde ihr Bruder, der spätere Berliner Architekt Edgar Wisniewski, geboren) des Architekten Bruno Wisniewski und seiner Ehefrau Edith Wisniewski (geb. Berndt) geboren. Sie besuchte zunächst die katholische Grundschule und das Lessing-Gymnasium in Stolp, ehe ihre Familie im September 1945 nach Berlin flüchtete, wo Roswitha Wisniewski 1946 das Abitur ablegte und danach an der Humboldt-Universität Germanistik und Latein studierte. 1948 wechselte sie an die Freie Universität und war dort am Aufbau des Germanistischen Seminars beteiligt. 1953 promovierte sie bei Helmut de Boor. Die Habilitation erfolgte 1960 mit Hilfe eines Habilitationsstipendiums der Deutschen Forschungsgemeinschaft. 
Roswitha Wisniewski war bis 1965 Dozentin an der FU Berlin, von 1965 bis 1967 Professorin an der Universität Kairo und von 1967 bis 1994 Professorin für ältere deutsche Sprache und Literatur in Heidelberg. Wisniewski war die Autorin zahlreicher Bücher, u. a. zum Mittelhochdeutschen.
Seit den 1970er Jahren war sie beim Bund Freiheit der Wissenschaft aktiv. Sie war Mitglied der Görres-Gesellschaft.
Ihre letzte Ruhestätte fand Roswitha Wisniewski auf dem Waldfriedhof Zehlendorf (Feld 049-113).

## Politik
1972 trat Wisniewski der CDU bei. Sie war Mitbegründerin der Frauenunion Rhein-Neckar, später Bezirksvorsitzende der Frauenunion Nordbaden und stellvertretende Landesvorsitzende der Frauenunion Baden-Württemberg sowie Mitglied des Bezirksverbandes Nordbaden und des CDU-Landesverbandes Baden-Württemberg. Von 1986 an war sie Mitglied des Bundesvorstandes der Frauenunion. Von 1977 bis 1980 war sie Stadträtin in Schwetzingen.
Von 1976 bis 1994 gehörte Wisniewski dem Deutschen Bundestag an. Zunächst über die Landesliste der CDU Baden-Württemberg gewählt, war sie ab 1983 direkt gewählte Abgeordnete im Wahlkreis Mannheim II. Im Bundestag war sie Mitglied verschiedener Unterausschüsse, darunter „Wiedergutmachung Nationalsozialistischen Unrechts“, außerdem im Ausschuss „Bildung und Wissenschaft“ und in der Bundestags-Enquete-Kommission „Aufarbeitung von Geschichte und Folgen der SED-Diktatur“. 1993 leitete sie eine Delegation des Bundestags zu den Mahn- und Gedenkstätten Auschwitz und Birkenau.
Eine Zeit lang war sie zudem Vorsitzende des Hochschulausschusses des Deutschen Akademikerinnenbundes und der Deutsch-Ägyptischen Parlamentariergruppe sowie von 1986 bis 1993 Mitglied im Wissenschaftlichen Beirat der „Kulturstiftung der deutschen Vertriebenen“.

## Ehrungen und Auszeichnungen
- Verdienstkreuz Erster Klasse des Verdienstordens der Bundesrepublik Deutschland (1985)
- Großes Bundesverdienstkreuz des Verdienstordens der Bundesrepublik Deutschland (1994)
- Ehrenvorsitzende der Frauenunion Nordbaden (2010)[7]

## Veröffentlichungen (Auswahl)
- Die Darstellung des Niflungenunterganges in der Thidrekssaga. Eine quellenkritische Unterschung (= Hermaea, N.F., Bd. 9). Niemeyer, Tübingen 1961 (= Habilitationsschrift Freie Universität Berlin).
- Kudrun (= Heldendichtung, Bd. 3). Metzler, Stuttgart 1963.
- Deutsche Grammatik. Lang, Bern 1978, ISBN 3-8204-7399-8.
- Kreuzzugsdichtung. Idealität in der Wirklichkeit (= Impulse der Forschung, Bd. 44). Wissenschaftliche Buchgesellschaft, Darmstadt 1984, ISBN 3-534-08393-8.
- Mittelalterliche Dietrichdichtung (= Sammlung Metzler, Bd. 205). Metzler, Stuttgart 1986, ISBN 3-476-10205-X.
- (mit Hermann Kunst). Handbuch für Frauenfragen. Zur Stellung der Frau in der Gegenwart. Informationen - Analysen - Anregungen. Verlag Bonn Aktuell, Bonn 1988, ISBN 3-87959-359-0.
- Das frühmittelhochdeutsche Hohe Lied - sog. St. Trudperter Hohes Lied (= Information und Interpretation, Bd. 1). Lang, Frankfurt/M. 1995, ISBN 3-631-49178-6.
- (mit Helmut de Boor): Mittelhochdeutsche Grammatik. 10. Aufl. De Gruyter, Berlin 1998, ISBN 3-11-015742-X.
- Deutsche Literatur vom achten bis elften Jahrhundert (= Germanistische Lehrbuchsammlung, Bd. 28). Weidler, Berlin 2003, ISBN 3-89693-328-0.
- (mit Grit Schwartzkopf): Geschichte der deutschen Literatur Pommerns vom Mittelalter bis zum Beginn des 21. Jahrhunderts. Weidler, Berlin 2013, ISBN 3-89693-588-7.